# Caunay
Caunay is een plaats en voormalige gemeente in het Franse departement Deux-Sèvres in de regio Nouvelle-Aquitaine en telt 159 inwoners (2005). De plaats maakt deel uit van het arrondissement Niort.

## Geschiedenis
Caunay is op 1 januari 2025 gefuseerd met de gemeenten Montalembert, Pers, Pliboux en Sauzé-Vaussais tot de gemeente Sauzé-entre-Bois.

## Geografie
De oppervlakte van Caunay bedraagt 14,6 km², de bevolkingsdichtheid is 10,9 inwoners per km².

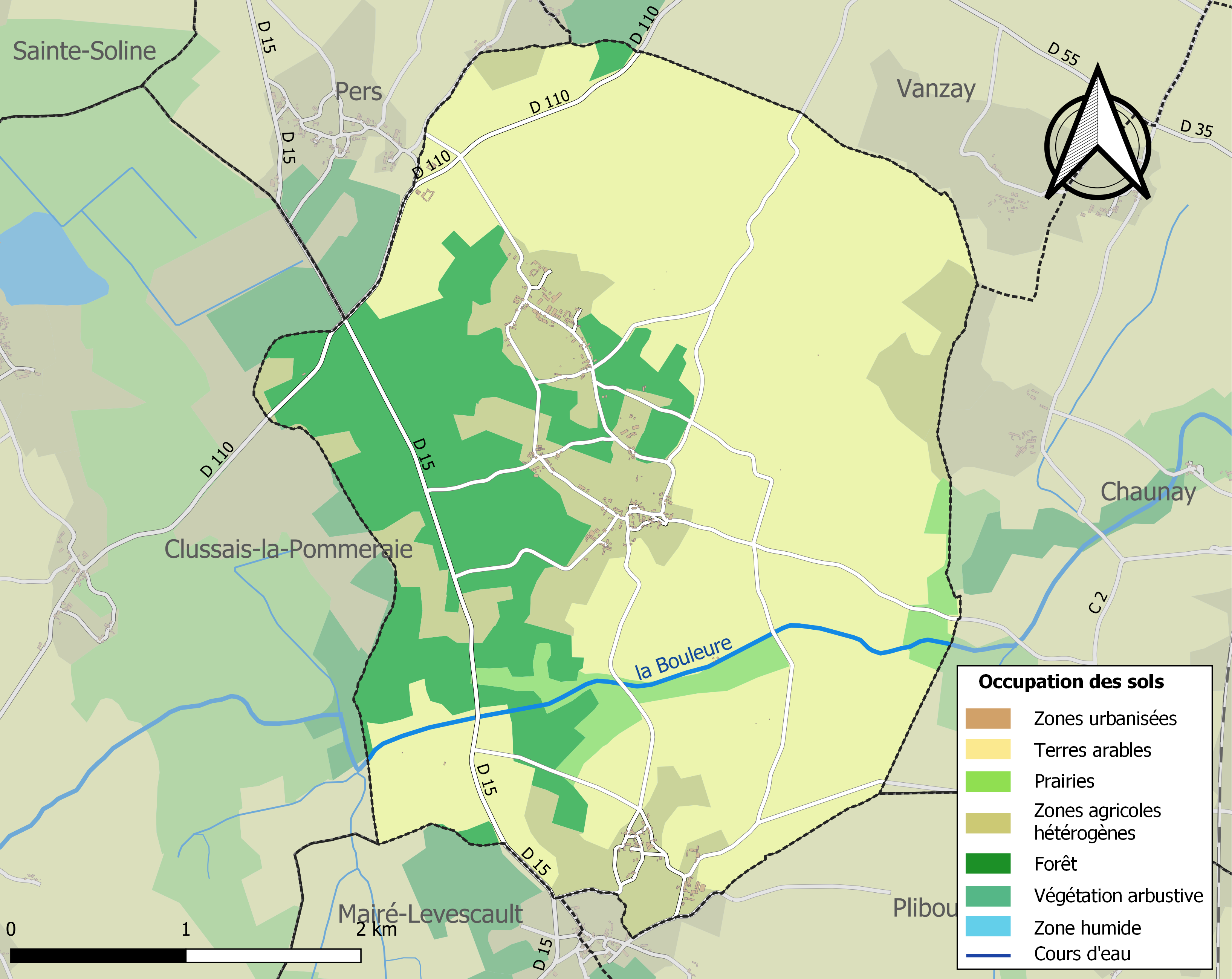
Kaart van de belangrijkste infrastructuur, bodemgebruik en omliggende gemeenten

## Demografie
Onderstaande figuur toont het verloop van het inwonertal:
Caunay · Montalembert · Pers · Pliboux · Sauzé-Vaussais